# Norton Model 18-serie
Het Norton Model 18 is een serie sportmotoren die het Britse merk Norton produceerde van 1922 tot 1954.
Het Model 18 met kopklepmotor was het zustermodel van het Model 16 met zijklepmotor. De ontwikkeling liep vrijwel synchroon en ze gingen ook tegelijk uit productie.

## Voorbeschiedenis
Norton had in 1908 voor het eerst motorfietsen met haar eigen motorblokken uitgebracht: het 600cc-Model 1 Big Four en het 500cc- 3½ HP Model. Dat laatste model werd ook gebruikt als racer in de TT van Man, maar nadat Norton in 1913 was overgenomen door R.T. Shelley ontwikkelde Dan O'Donovan snellere modellen, de Modellen 7 BS en 8 BRS en het Model 9 TT. Dit waren allemaal nog machines met zijklepmotoren en door het uitrbreken van de Eerste Wereldoorlog werden er ook geen nieuwe modellen ontwikkeld. In 1919, met het verschijnen van het Norton Model 16, werd de riemaandrijving vervangen door kettingaandrijving. Alle machines hadden nu ook een handgeschakelde drieversnellingsbak van Sturmey-Archer. In 1921 volgde nog een Brooklands Special-versie van het Model 16 (het Norton Model 16H BS), maar in 1922 verscheen de eerste Norton met kopklepmotor.

## Norton 3½ HP OHV Model
Begin 1922 verschenen de eerste foto's van een prototype met kopklepmotor. Die machine werd nog Norton 3½ HP OHV Model genoemd, zelfs toen "The Motor Cycle" in november 1922 meldde dat de machine nu toch echt voor iedereen te koop was. Er werd toen al melding gemaakt van een aantal verbeteringen, zoals extra koelribben op de cilinderkop, bronzen nokvolkers onder de stoterstangen, verbeterde klepveren, toepassing van meer kogellagers en een aluminium zuiger. Het getoonde prototype, met coureurs/testrijders Rex Judd en Vic Horsman, had nog een verlengd frame, waarschijnlijk voor de hogesnelheidstest op Brooklands. Don O'Donovan reed de machine persoonlijk naar een nieuw record van 89 mijl per uur (143 km/uur) over de vliegende mijl. De machine werd nooit als 3½ HP OHV Model verkocht. Toen ze op de markt kwam was dit het Norton Model 18.
| linkerkant van het motorblok in 1924, met links de ontstekingsmagneet, de primaire ketting, de carburateur en het rempedaal.                                                   |
| rechterkant van het blok met de aandrijving van de ontstekingsmagneet, de oliepomp, de stoterstangen en de tuimelaars, de handschakeling en de versnellingsbak met kickstarter |

## Norton Model 18
Het Norton Model 18 was nog door James Lansdowne Norton persoonlijk ontworpen. Behalve de kopklepmotor kreeg de machine ook een dry-sump-smeersysteem (de zijkleppers moesten daar tot 1929 op wachten). Het sportmodel 18 bleef - met een aantal wijzigingen - in productie tot 1954. Norton was inmiddels overgenomen door Associated Motor Cycles dat nu voor de klus stond de machines te voorzien van achtervering. Die investeringen werden bij het Model 18 niet meer gedaan, maar wel bij de (ook al oude) Norton ES2. 

### Motor
De motor was een dwarsgeplaatste staande eencilinder met luchtkoeling. De boring bedroeg 79 mm, de slag 100 mm en de cilinderinhoud 490,2 cc. Dat waren dezelfde maten als die van de oudere zijkleppers. Op de plaats van de zijkleppen zaten nu de stoterstangen voor de kopkleppen. Hoewel het prototype nog total loss smering had, kreeg het Model 18 een dry-sump-smeersysteem met een aparte olietank onder het zadel. De ontsteking werd verzorgd door een CAV-magneet en er was een B&B-mousetrap-carburateur gebruikt. De fabrieksracer kreeg echter waarschijnlijk een carburateur van Binks, maar er wordt ook gesproken over een Amac TT-carburateur.

### Transmissie
Vanaf de krukas dreef een ketting de koppeling en de Sturmey-Archer-drieversnellingsbak aan. Op die versnellingbak zat ook de bediening van de koppeling en de kickstarter. Ook het achterwiel werd door een ketting aangedreven. 

### Rijwielgedeelte
De machine had nog een brugframe met het motorblok als dragend deel. Achtervering was er niet, maar voor zat een Webbvork. In het voorwiel zat al een trommelrem, maar achter nog een dummy belt rim brake. De machine had nog een flattank, maar zonder oliereservoir en met Dance knee grips naast de tank.

### Ontwikkelingen

#### Motor
Er werden carburateurs van verschillende merken gebruikt. Genoemd worden B&B, Binks en Amac, maar eind jaren twintig werden die merken samengevoegd tot Amal (Amalgamated Carburetters). In 1926 kreeg de machine een olieterugvoerpomp aan de voorkant van het blok. In 1931 werd de ontstekingsmagneet achter de cilinder geplaatst. Daardoor werd het motorblok veel compacter. Als klanten elektrische verlichting bestelden werd de magneet vervangen door een magdyno. 

#### Transmissie
Hoewel de hendel voor de handschakeling vanwege het sportieve gebruik altijd al heel laag zat, werd het in 1927 bij de Model 18 racer nog meer verlaagd zodat het geschikt werd voor voetschakeling. Vanaf 1932 kon ook het "gewone" Model 18 met voetschakeling geleverd worden, maar het was waarschijnlijk een keuze voor de klant, want beide systemen komen voor. In 1933 konden klanten tegen betaling ook kiezen voor een vierversnellingsbak, niet van Sturmey-Archer, maar van Norton zelf.

#### Rijwielgedeelte
In 1924 werd Walter Moore als constructeur aangetrokken, met als eerste taak het verbeteren van het Model 18. Hij verving de dummy belt rim brake in het achterwiel door een trommelrem van een Ford Model T. In 1929 kreeg de webbvork een forse frictiedemper. In 1929 kreeg het Model 18 een zadeltank. 

## Norton Model 18 racer
Hoewel het Model 18 als sportmotor werd verkocht, was het zonder meer bedoeld als fabrieksracer. Alec Bennett won er de Isle of Man TT van 1924 en 1926 mee en tijdens de Sidecar TT van 1923 werd Graham Walker tweede en George Tucker derde. De fabrieksracer werd in 1927 afgelost door de door Walter Moore ontwikkelde Norton CS1.

### Afbeeldingen Model 18 (racer)

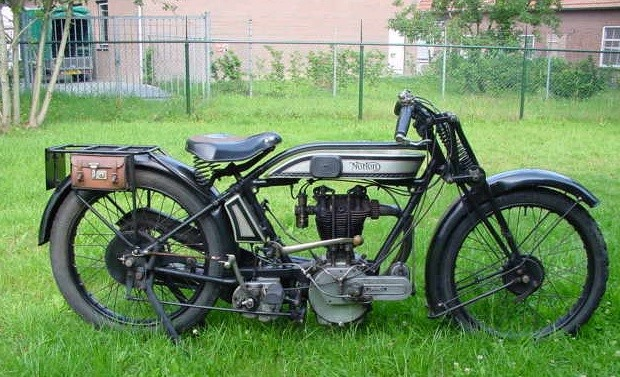
Model 18 uit 1924
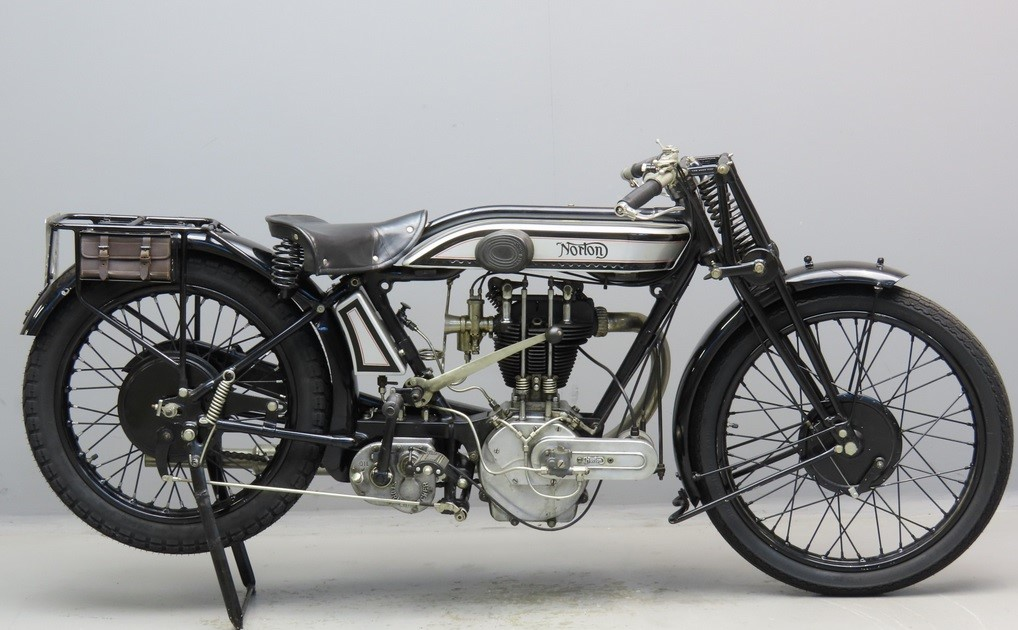
Model 18 uit 1925
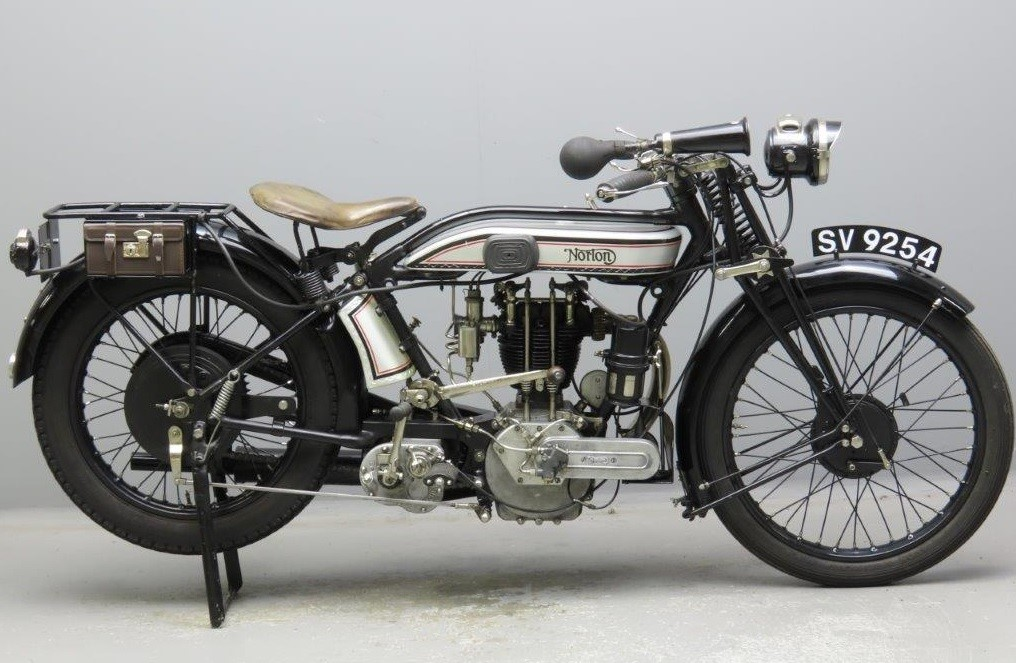
Model 18 uit 1926
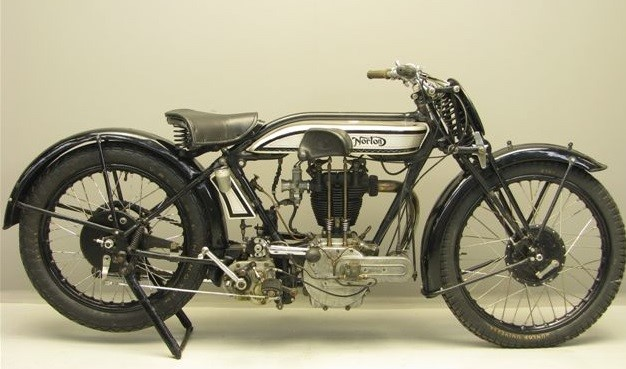
Model 18 racer met voetschakeling uit 1927
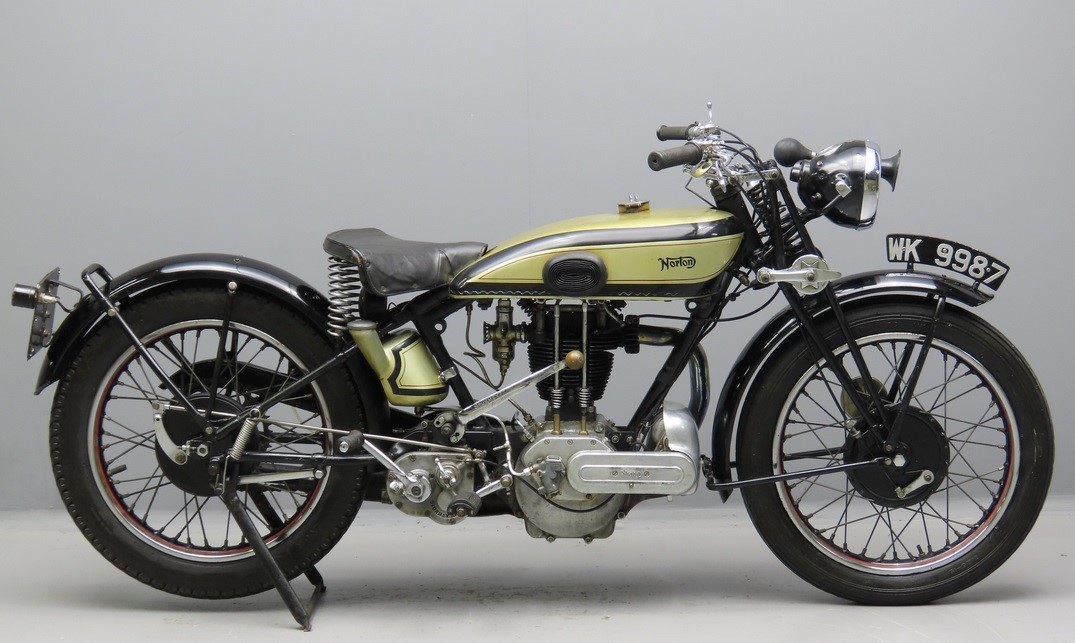
In 1929 kreeg het Model 18 een zadeltank en een nieuwe kleurstelling

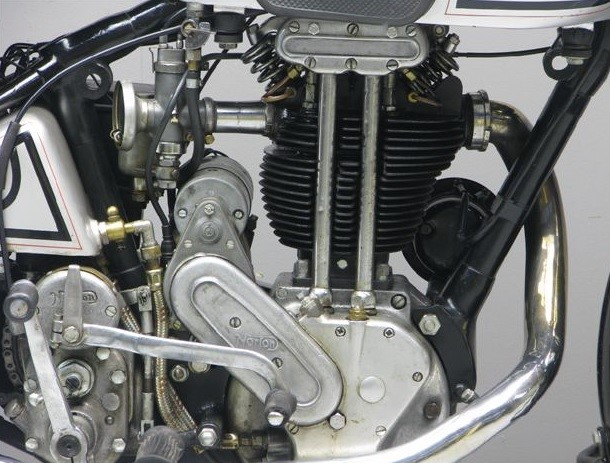
In 1931 verhuisde de ontstekingsmagneet naar de achterkant van de cilinder, maar hier zit daar een Lucas-magdyno die de elektrische verlichting van stroom voorzag.
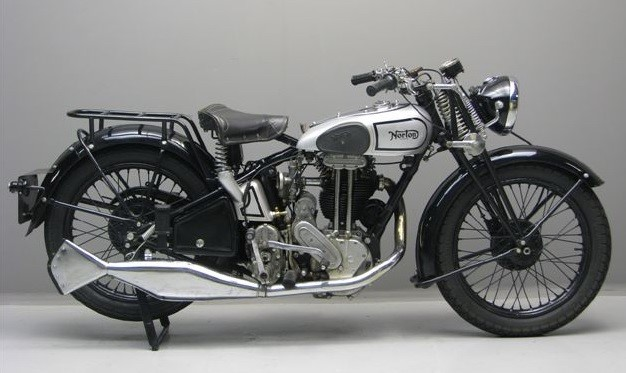
Model 18 uit 1933 met voetschakeling en fishtail pipe
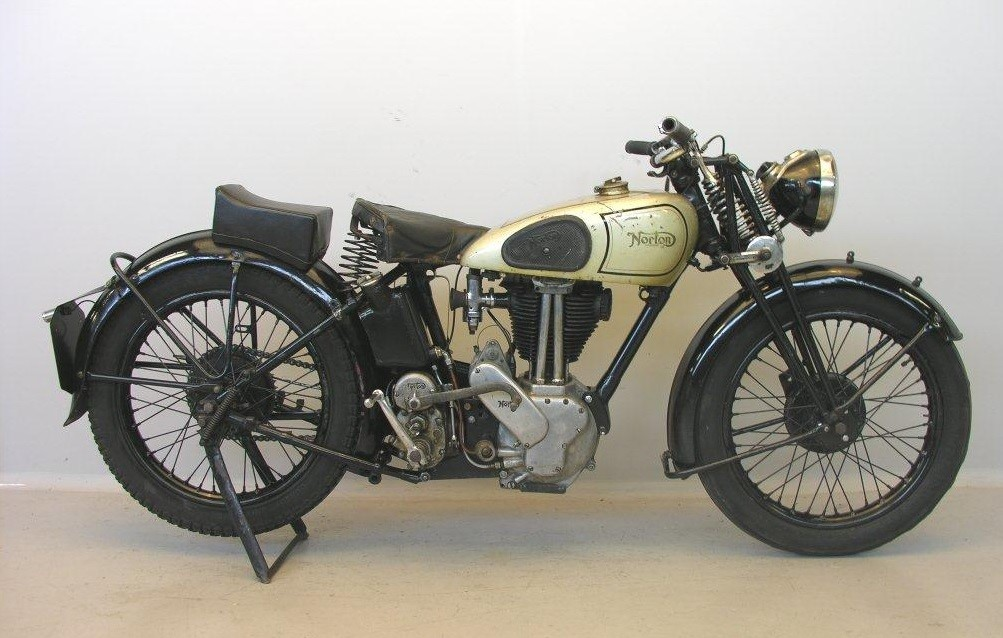
Een opknappertje uit 1938 met ontbrekende uitlaat maar met Norton-vierversnellingsbak. De machine heeft ook al ingesloten kleppen, een systeem dat in 1928 was geïntroduceerd met de Norton ES2 (Enclosed Springs) 2
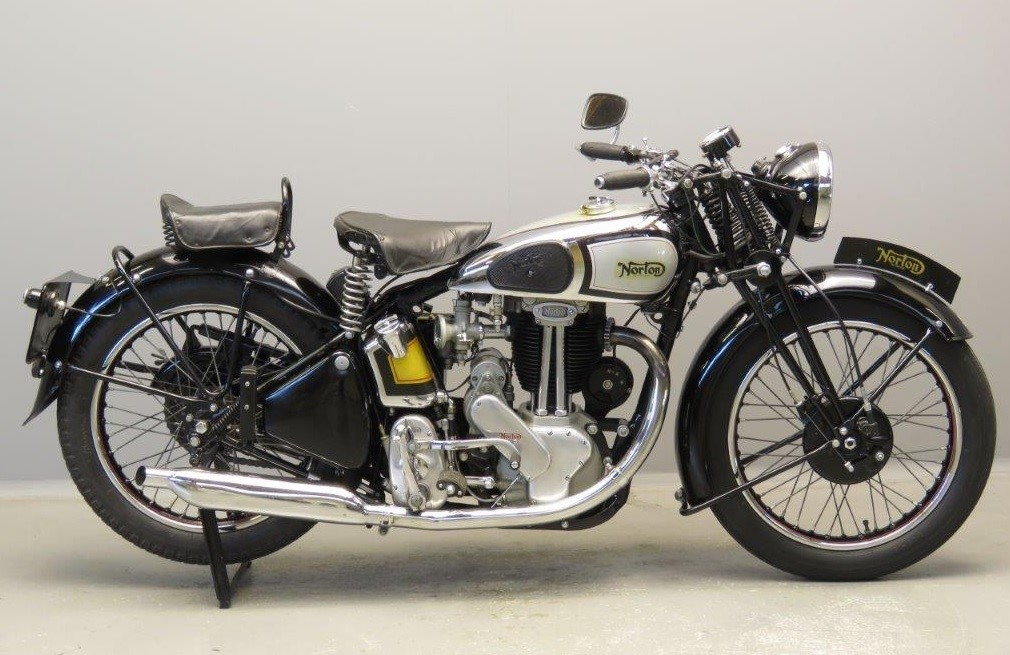
Na de Tweede Wereldoorlog kreeg het Model 18 een semi-dubbel wiegframe
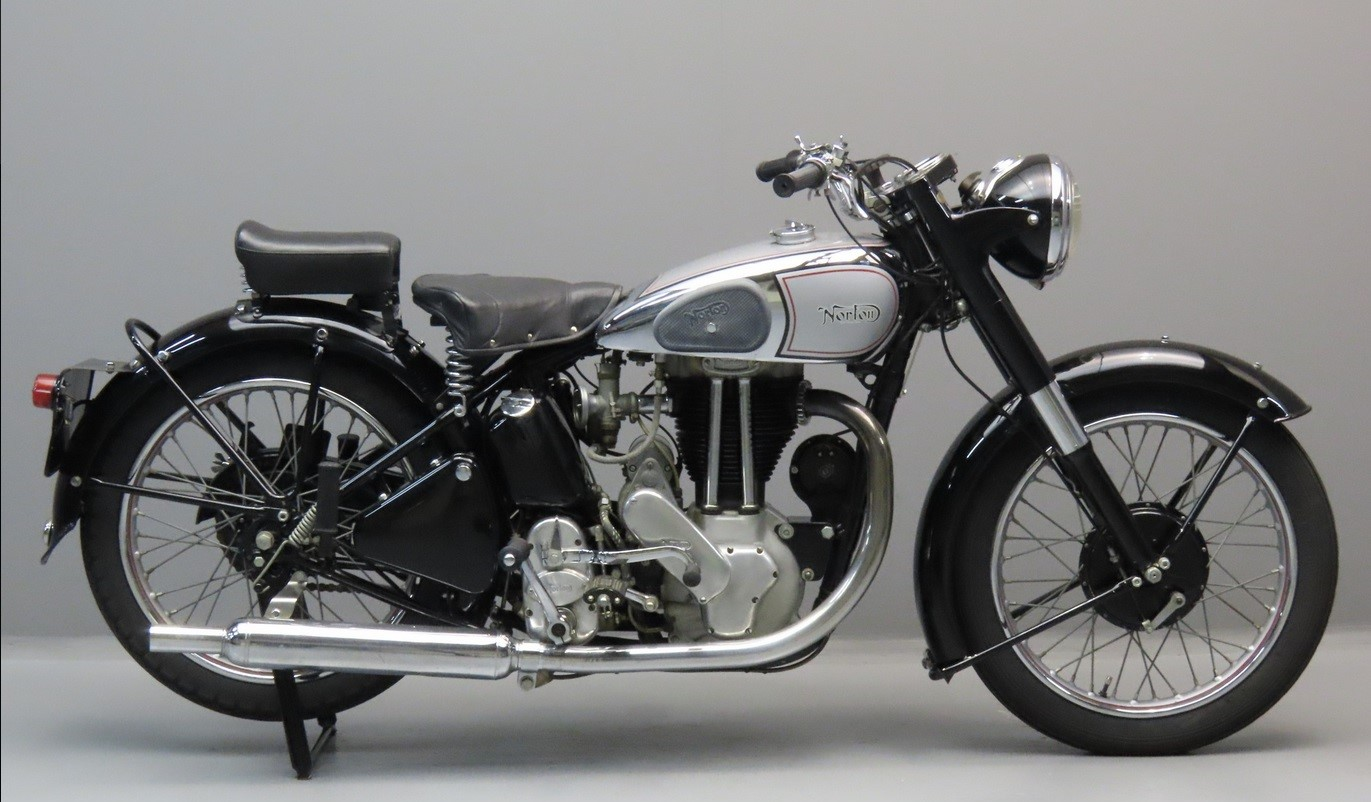
In de loop van 1947 kwam ook de Roadholder-telescoopvork
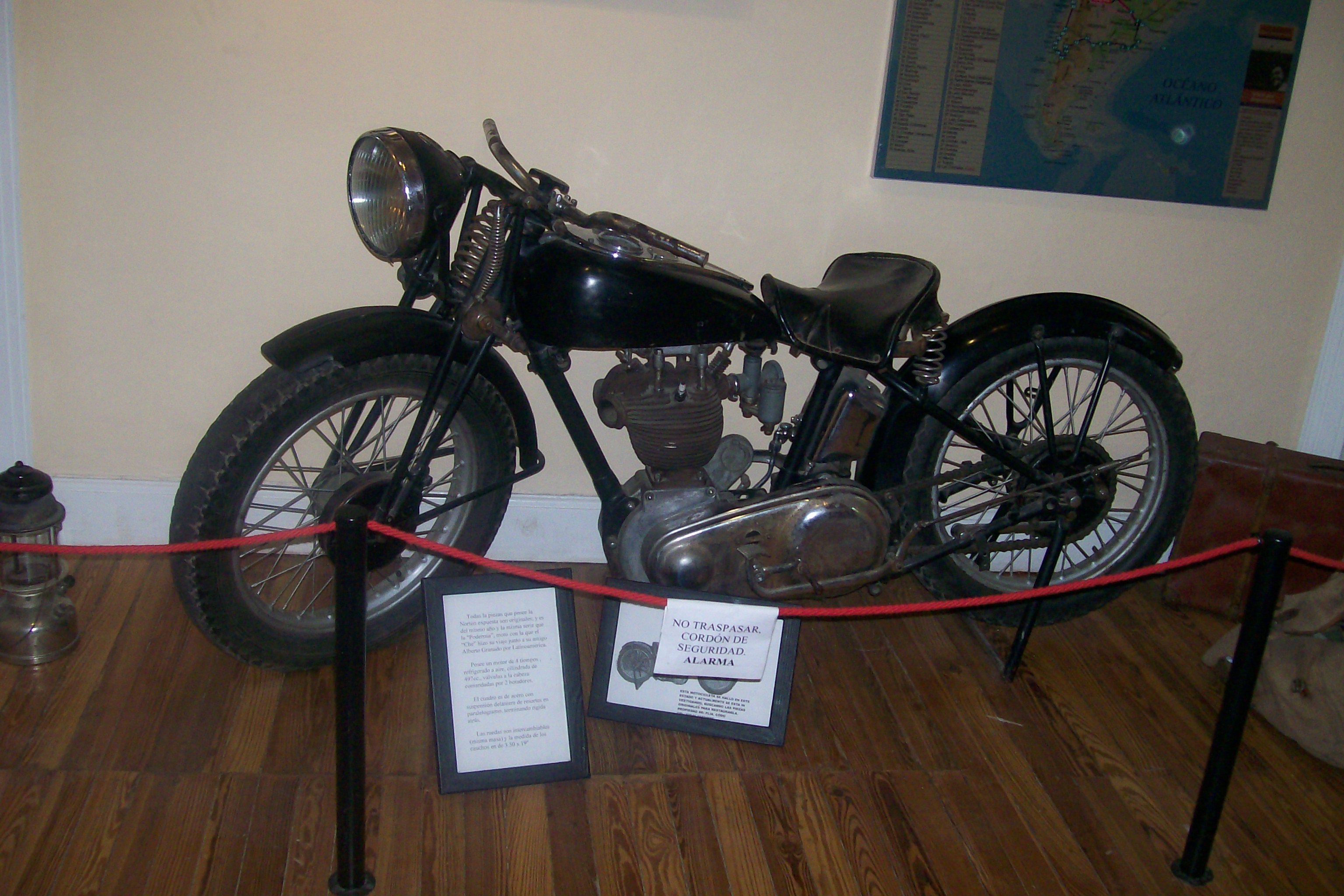
Che Guevara maakte in 1951 met dit Model 18 (La Poderosa II ofwel De Machtige) met zijn vriend Alberto Granado een reis door Latijns-Amerika

## Norton Model 34
Het Model 34 was in feite een Model 18 met de door Arthur Carroll ontwikkelde Norton Crossover vierversnellingsbak. Dit patent van Carroll was speciaal bedoeld voor zijspantrekkers, die niet alleen een vierde versnelling kregen, maar ook de kettingaandrijving aan de rechterkant ("crossover"). Dat maakte het onderhoud aan de ketting makkelijker bij Britse combinaties, waarbij het zijspan immers links zat. Machines met deze versnellingsbak kregen (bijna) altijd het getal "4" in hun type-aanduiding: het Model 14 was een Big Four met vier versnellingen, de Modellen 24 en 44 waren Model 19's met vier versnellingen.

## Norton Model 21
In 1927 verscheen het Norton Model 21 als productieracer met een gewijzigd smeersysteem. Men noemde het "lubrication  of the constant circulation Semi Dry Sump type", een dry-sumpsysteem met constante circulatie. Er was een enkele toevoer/terugvoorpomp gemonteerd die aan de rechterkant van het blok door de krukas werd aangedreven. Bij andere typen zat de pomp op de aandrijving van de dynamo, aangedreven door de uitlaatnokkenas. Het Model 21 verdween weer in 1929, waarschijnlijk omdat de Norton CS1 ook voor het publiek te koop was. Naar de mode van de tijd was het Model 21 voorzien van een fishtail pipe. 

### Afbeeldingen Model 21

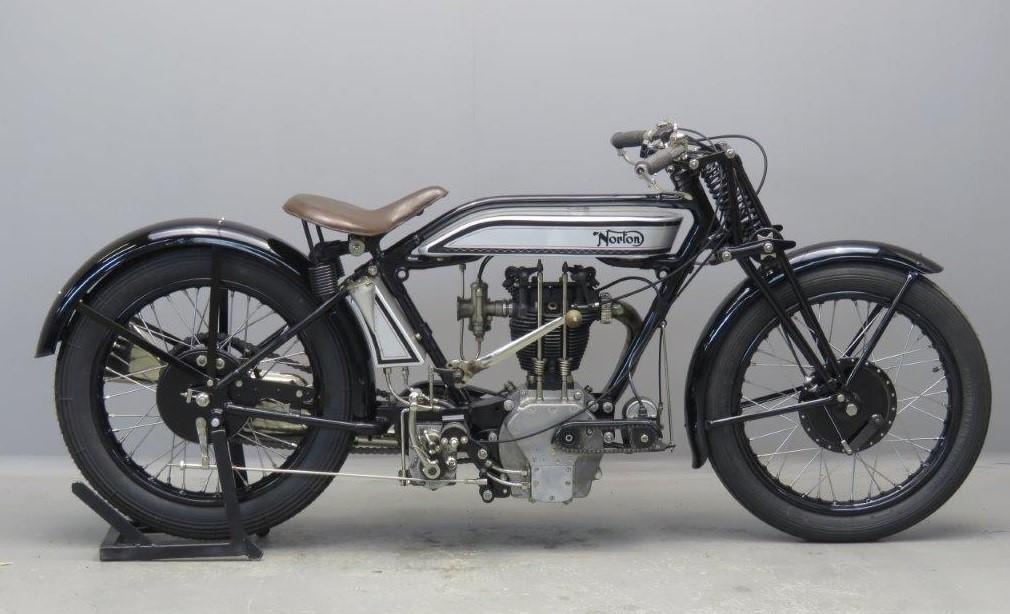
Model 21 uit 1927
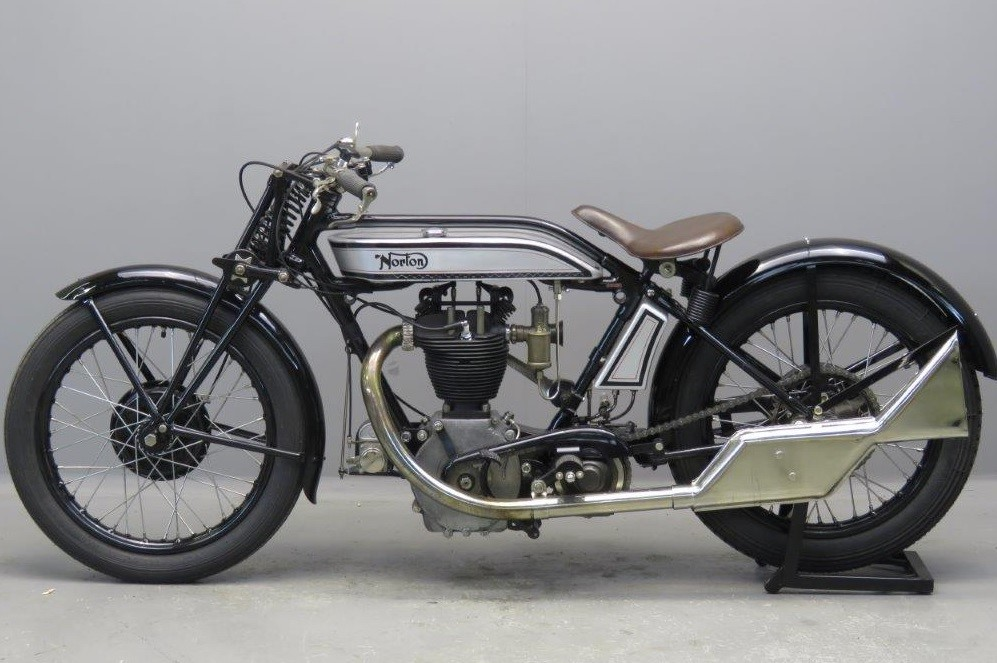
Model 21 uit 1927
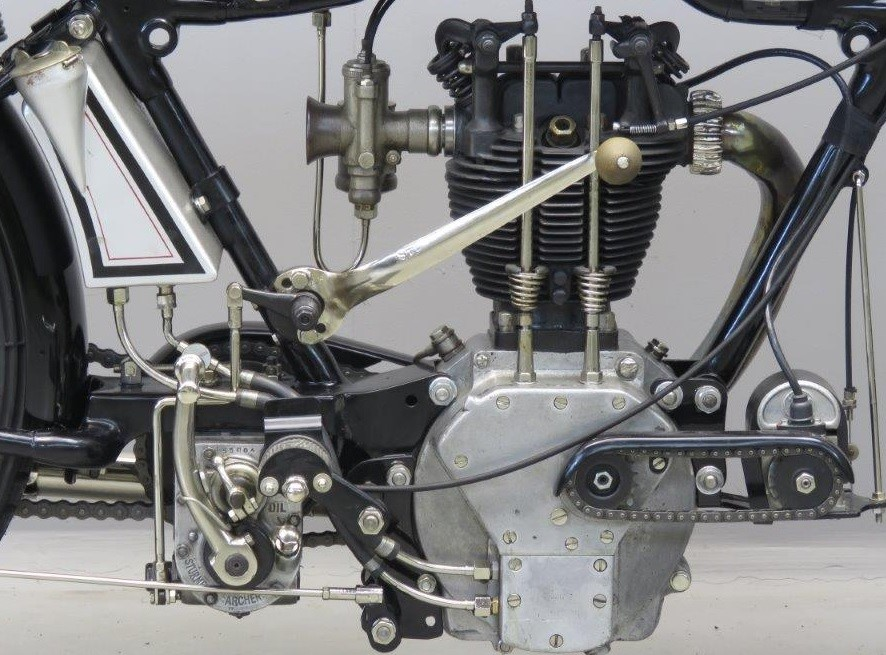
Het smeersysteem was het kenmerkende verschil...
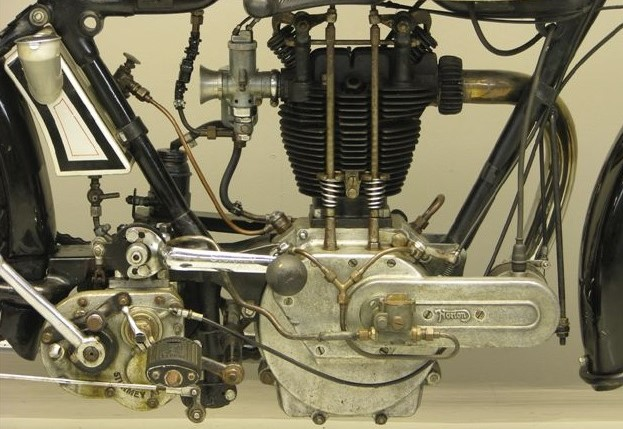
...met het Model 18

## Norton Model 20
Het Norton Model 20 verscheen in 1930 en bleef gedurende de hele jaren dertig in productie. Het was de Twin Port-versie van het Model 18. De dubbele uitlaatpoorten voldeden aan de mode van de tijd, gaven de machine een sportief uiterlijk, maar leverden geen betere motorprestaties op. De machine kreeg al snel de achter de cilinder geplaatste magdyno en in 1935 werd de Sturmey-Archer drieversnellingsbak vervangen door een nieuwe vierversnellingsbak van Norton zelf (niet de crossover-bak die bij het Model 34 was gebruikt). Na de oorlog kwam het model niet terug. 

### Afbeeldingen Model 20

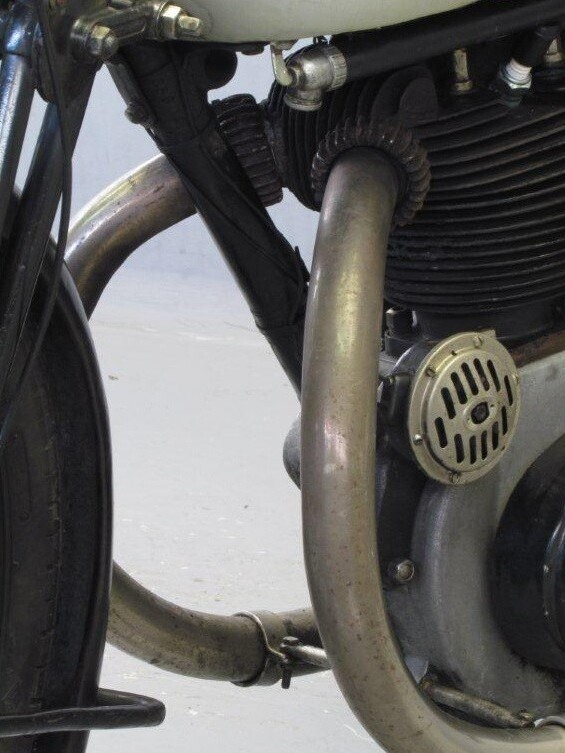
De dubbele uitlaatpoort was het kenmerkende verschil met het Model 18
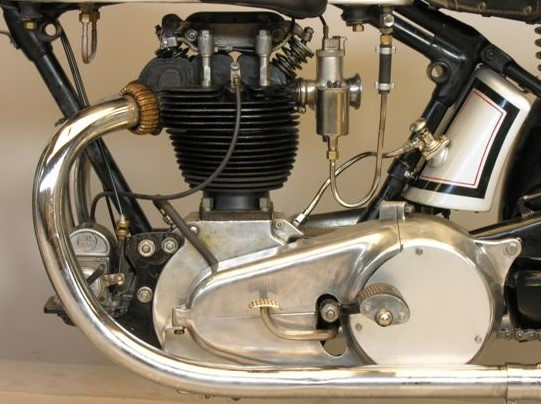
In 1930 zat de ontstekingsmagneet nog voor het motorblok
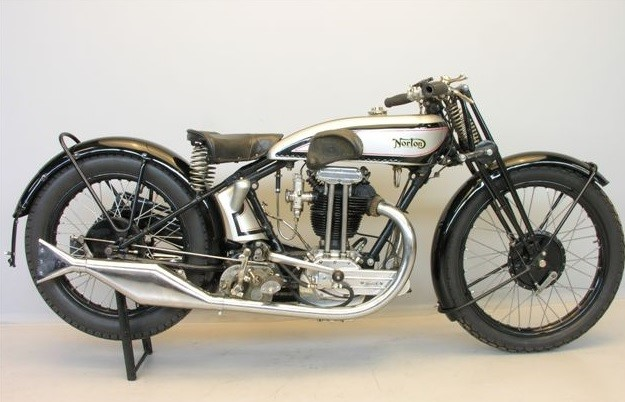
Model 20 uit 1930
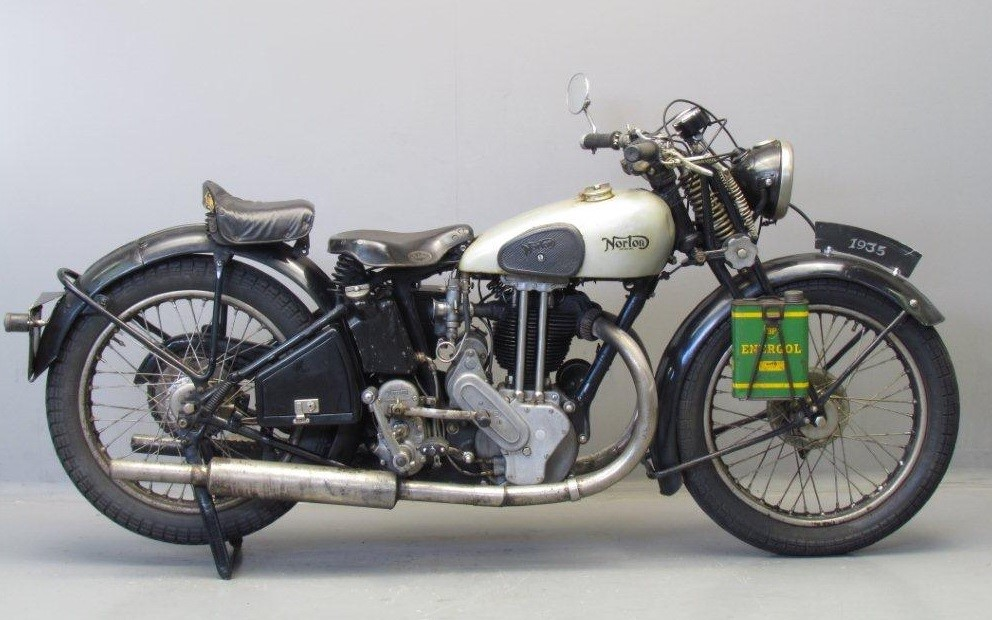
Model 20 uit 1935
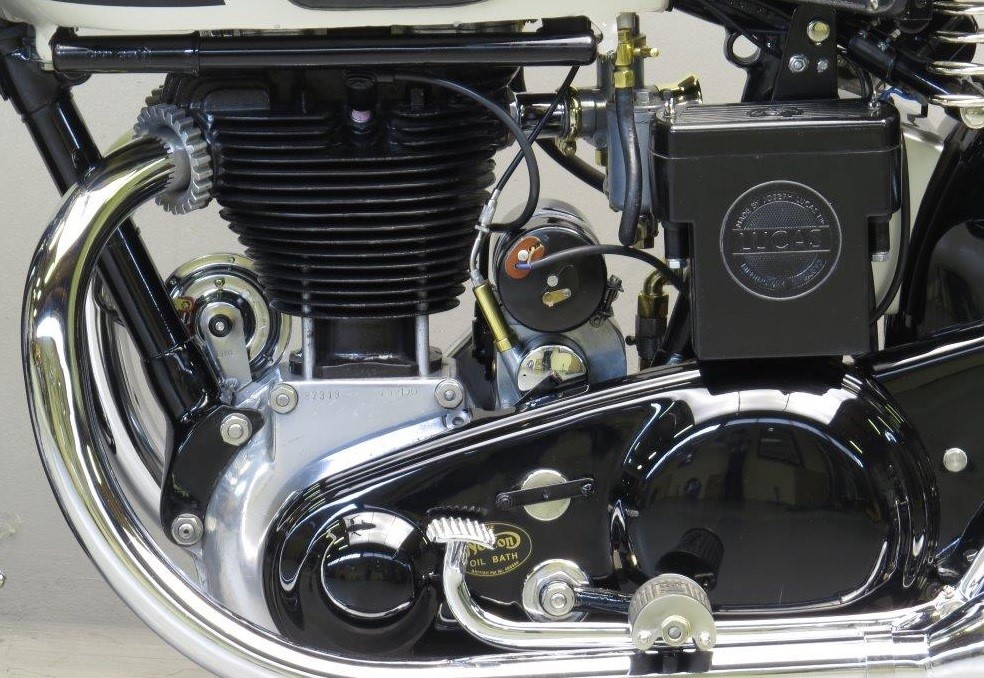
In 1937 zat de magdyno al achter de cilinder, maar ook de klepveren waren ingesloten, zoals bij de Norton ES2.
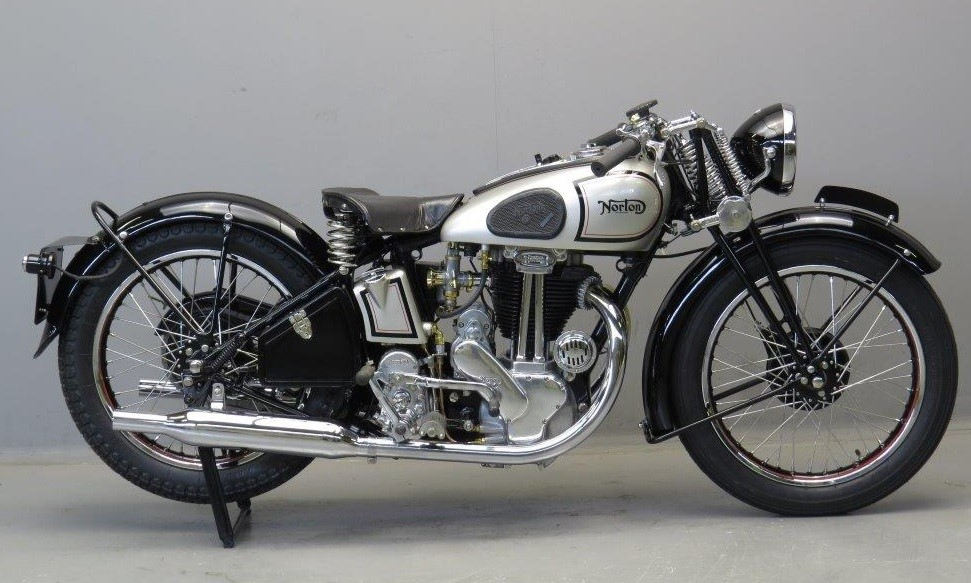
Model 20 uit 1937

## Technische gegevens
| Norton                 | 3½ HP OHV Model                     | Model 18                                     | Model 18 racer                               | Model 34                            | Model 21                            | Model 20                            |
| ---------------------- | ----------------------------------- | -------------------------------------------- | -------------------------------------------- | ----------------------------------- | ----------------------------------- | ----------------------------------- |
| Periode                | 1922                                | 1923-1954                                    | 1923-1926                                    | 1926-1928                           | 1927-1929                           | 1930-1939                           |
| Categorie              | Prototype                           | Sport                                        | Fabrieksracer                                | Zijspantrekker                      | Productieracer                      | Sport                               |
| Motortype              | Kopklepmotor                        | Kopklepmotor                                 | Kopklepmotor                                 | Kopklepmotor                        | Kopklepmotor                        | Kopklepmotor                        |
| Bouwwijze              | Dwarsgeplaatste staande eencilinder | Dwarsgeplaatste staande eencilinder          | Dwarsgeplaatste staande eencilinder          | Dwarsgeplaatste staande eencilinder | Dwarsgeplaatste staande eencilinder | Dwarsgeplaatste staande eencilinder |
| Koeling                | Lucht                               | Lucht                                        | Lucht                                        | Lucht                               | Lucht                               | Lucht                               |
| Boring                 | 79 mm                               | 79 mm                                        | 79 mm                                        | 79 mm                               | 79 mm                               | 79 mm                               |
| Slag                   | 100 mm                              | 100 mm                                       | 100 mm                                       | 100 mm                              | 100 mm                              | 100 mm                              |
| Cilinderinhoud         | 490,2 cc                            | 490,2 cc                                     | 490,2 cc                                     | 490,2 cc                            | 490,2 cc                            | 490,2 cc                            |
| Carburateur(s)         | Onbekend                            | B&B, vanaf 1929: Amal                        | Binks of Amac TT                             | B&B                                 | Binks of Amac TT                    | Amal                                |
| Ontsteking             | CAV-magneet                         | CAV-magneet, vanaf 1929 Lucas magneet        | CAV magneet                                  | CAV magneet                         | CAV magneet                         | CAV magneet                         |
| Smeersysteem           | Total loss                          | Dry-sump                                     | Dry-sump                                     | Dry-sump                            | Dry-sump                            | Dry-sump                            |
| Compressieverhouding   | Onbekend                            | Vanaf 1947: 6,45:1                           | Onbekend                                     | Onbekend                            | Onbekend                            | 6,5:1                               |
| Max. Vermogen          | 25 pk                               | Vanaf 1947: 21 pk                            | 25 pk                                        | Onbekend                            | Onbekend                            | Onbekend                            |
| Topsnelheid            | 143 km/uur                          | 126 km/uur                                   | 143 km/uur                                   | Onbekend                            | Onbekend                            | Onbekend                            |
| Primaire aandrijving   | Ketting                             | Ketting                                      | Ketting                                      | Ketting                             | Ketting                             | Ketting                             |
| Koppeling              | Meervoudige droge plaat             | Meervoudige droge plaat                      | Meervoudige droge plaat                      | Meervoudige droge plaat             | Meervoudige droge plaat             | Meervoudige droge plaat             |
| Versnellingen          | 3                                   | 3, vanaf 1933: 4                             | 3                                            | 4                                   | 3                                   | 3, vanaf 1935: 4                    |
| Secundaire aandrijving | Ketting                             | Ketting                                      | Ketting                                      | Ketting                             | Ketting                             | Ketting                             |
| Rijwielgedeelte        | Brugframe                           | Brugframe, vanaf 1945: semi-dubbel wiegframe | Brugframe                                    | Brugframe                           | Brugframe                           | Brugframe                           |
| Voorvork               | Webbvork                            | Webbvork, vanaf 1947: Norton Roadholder      | Webbvork                                     | Webbvork                            | Webbvork                            | Webbvork                            |
| Achtervork             | Star, vanaf 1946: plunjervering     | Star, vanaf 1946: plunjervering              | Star, vanaf 1946: plunjervering              | Star, vanaf 1946: plunjervering     | Star, vanaf 1946: plunjervering     | Star, vanaf 1946: plunjervering     |
| Voorrem                | Trommelrem                          | Trommelrem                                   | Trommelrem                                   | Trommelrem                          | Trommelrem                          | Trommelrem                          |
| Achterrem              | Dummy belt rim brake                | Dummy belt rim brake, vanaf 1924: trommelrem | Dummy belt rim brake, vanaf 1924: trommelrem | Trommelrem                          | Trommelrem                          | Trommelrem                          |
| Droog gewicht          | ca. 132 kg                          | vanaf 1947: 170 kg                           | ca. 132 kg                                   | Onbekend                            | ca. 132 kg                          | Onbekend                            |
| Voorganger             | Model 16H BS                        | Model 16H BS                                 | Model 16H BS                                 | Model 18                            | Model 18                            | Model 18                            |
| Opvolger               | Model 18                            | Model 88 Dominator                           | CS1                                          | Geen                                | Geen                                | Geen                                |